# Liste der Monuments historiques in Uckange
Die Liste der Monuments historiques in Uckange führt die Monuments historiques in der französischen Gemeinde Uckange auf.

## Liste der Bauwerke
| Bezeichnung        | Beschreibung | Standort                 | Kennzeichnung | Schutzstatus | Datum | Bild           |
| ------------------ | --- | ------------------------ | ------------- | ------------ | ----- | -------------- |
| Hüttenwerk Uckange | Hüttenwerk zwischen 1890 und 1898 angelegt, 1991 stillgelegt, heute Parc du Haut-Fourneau U4; Hochofen U4, 1929/30 erbaut, einschließlich der gleichzeitigen Betriebs- und Nebengebäude | Jardin des Traces (Lage) | PA00135420    | Inscrit      | 2001  | weitere Bilder |